# Dinocryptus niger
Dinocryptus niger är en stekelart som beskrevs av Cameron 1905. Dinocryptus niger ingår i släktet Dinocryptus och familjen brokparasitsteklar. Inga underarter finns listade i Catalogue of Life.